# 화성FM
화성FM은 대한민국의 공동체라디오 경기도 화성시 중심으로 라디오방송을 송출하고 있다. 주파수는 FM 98.7MHz